# Claude Duchet
Pour les articles homonymes, voir Duchet.
Claude Duchet est un critique littéraire français né le 31 mai 1925, inventeur de la sociocritique qu'il proposa en 1971,.   

## Biographie
Professeur à l'Université Paris VIII. Il fut rédacteur en chef de la revue Romantisme (en 2005) et initiateur du Groupe international de recherches balzaciennes.

## Œuvres
- « Pour une socio-critique ou variations sur un incipit », Littérature, no 1, février 1971, p. 5-14.
- Le Réel et le texte, Paris, Armand Colin, 1974, 252 p.
- avec Patrick Maurus, Un cheminement vagabond : nouveaux entretiens sur la sociocritique, Paris, Honoré Champion, 2011, 266 p.

### Direction d'ouvrages
- avec Patrice de Comarmon, Racisme et société, avec la participation de Marc-André Bloch, Michèle Duchet, Arnaud Durban, Colette Guillaumin et alii, Paris, François Maspero, 1969, 350 p.
- Sociocritique (Colloque organisé par l'Université de Paris VIII et New York university, à Vincennes, 1977) ; textes de Bradley Berke, Jean Decottignies, Jacques Dubois, et alii, Paris, Nathan, 1979, 223 p.
- avec Pierre Barbéris, Manuel d'histoire littéraire de la France, t. 4, 1789-1848, Paris, Messidor-Éditions sociales, 1987.
- Manuel d'histoire littéraire de la France, t. 5, 1848-1913, Paris, Messidor-Éditions sociales, 1987.
- Femmes écrites, Paris, CDU-SEDES , 1989, 128 p.
- avec Stéphane Vachon, La recherche littéraire : objets et méthodes (actes du colloque organisé à Paris, du 30 septembre au 3 octobre 1991 par le Centre de coopération interuniversitaire franco-québécoise), Saint-Denis, Presses universitaires de Vincennes ; Montréal, XYZ, 1993, 503 p.